# Kenji Shibuya
Kenji Shibuya (auch Kinji Shibuya; eigentlich Robert Shibuya, * 16. Mai 1921 in Utah; † 3. Mai 2010 in Hayward, Kalifornien) war ein US-amerikanischer Wrestler.

## Leben
Shibuya, japanischer Abstammung, war in den 1960er und 1970er Jahren einer der bekanntesten Wrestler, der die stereotype Rolle des japanischen Bösewichtes in zahlreichen Einzelkämpfen, aber auch als Tag Team mit Mitsu Arakawa oder Masa Saito verkörperte. Sein Debüt hatte er 1952 gegeben. Eine kleine Anzahl an Schauspielauftritten steht ebenfalls zu Buche.
Vor seiner Wrestling-Karriere spielte Shibuya College-Football; danach widmete er sich der Zucht von Koikarpfen.
Am 3. Mai 2010 verstarb Kenji Shibuya im Alter von 88 Jahren.

## Titel
- 1971/2: 3-mal mit Masa Saito NWA Americas Tag Team Championship
- 1972: 1-mal mit "Goliath" NWA Americas Tag Team Championship
- 1972: 1-mal mit Killer Kowalski NWA Americas Tag Team Championship
- mehrfach NWA Canadian Tag Team Championship